# Departamento de Río Hondo
Departamento de Río Hondo är en kommun i Argentina.   Den ligger i provinsen Santiago del Estero, i den norra delen av landet, 1 000 km nordväst om huvudstaden Buenos Aires. Antalet invånare är 27 838.
I omgivningarna runt Departamento de Río Hondo växer i huvudsak lövfällande lövskog. Runt Departamento de Río Hondo är det ganska glesbefolkat, med 27 invånare per kvadratkilometer.